# Pycnoporus
Pycnoporus é um gênero de fungos da família Polyporaceae . Este gênero se distingue da maioria dos outros poliporos por causa de sua brilhante cor vermelho-laranja. A micologia moderna reconhece cinco espécies distintas de Pycnoporus : o tipo P.   cinnabarinus, P.   coccineus, P.   palibini, P.   puniceus e P.   sanguineus . Essas espécies são divididas por critérios morfológicos, biogeograficos e por sequenciamento de DNA .

## Biogeografia
Pycnoporus cinnabarinus ocorre em regiões mais frias e temperadas da Europa e América do Norte. Pycnoporus sanguineus ocorre em regiões tropicais mais quentes da América do Sul, América do Norte e Ásia. Pycnoporus coccineus ocorre em áreas temperadas da Austrália e Nova Zelândia. Pycnoporus puniceus é uma espécie rara encontrada no sudeste da Ásia e na Malásia.

## Descrição
Os corpos frutíferos são tipicamente sésseis, firmes, levemente tomentosos a glaborosos. Crescem em toras de madeira caída, mas também em árvores vivas. Esses fungos vivem em habitats diversos, mas geralmente estão localizados perto de uma fonte de água. Comprimento do píleo x largura x altura (espessura) pode variar de 1 a 9   cm (l) x 1-7   cm (l) x 0,2–2   cm (h). As cores variam de um vermelho vivo até um laranja flamejante, mas quase sempre são vibrantes. Os esporos são brancos, oblongos, um tanto pontudos, 2-3 x 4-6   hum. As reações de KOH produzem uma cor marrom escura a preta para a maioria das espécies, mas podem o píleo de diversas espécies pode tornar-se branco em períodos mais longos. As amostras normalmente mantêm sua forte cor vermelho-laranja por longos períodos de tempo, especialmente quando secas e armazenadas adequadamente. No entanto, algumas escurecem, tornando-se marrons ou cinza, e desbotam com o passar do tempo.
A cor vermelha das espécies de Pycnoporus é proveniente de pigmentos quimicamente relacionados à fenoxazinona, incluindo cinnabarina, tramesanguina e ácido cinnabarinico.

## Identificação
Para identificar as espécies de Pycnoporus, algumas características devem ser cuidadosamente observadas. Para distinguir entre P. cinnabarinus e P. sanguineus, é necessário observar a espessura do píleo. P. cinnabarinus tem um corpo de frutificação que varia de 5 a 15   mm de espessura, enquanto P. sanguineus varia de 1 a 5   mm de espessura. Além disso, P. sanguineus normalmente contém pigmentos vermelhos mais escuros que não desaparecem com facilidade. Várias amostras coletadas de P. cinnabarinus mostram pigmentação laranja pálida em áreas com luz solar direta. Por fim, P. cinnabarinus contém poros maiores por mm (2-4) que P. sanguineus com 4-6 poros por mm.

## Usos
Os fungos Pycnoporus são muito utilizados na indústria devido à sua capacidade de produzir enzimas lignolíticas poderosas que quebram a lignina e polissacarídeos resistentes em madeira e papel. A principal enzima que diferencia esse fungo de outros rotters brancos é a lacase e, nas condições corretas, Pycnoporus pode produzir grandes concentrações dessa enzima.  Os fungos Pycnoporus também produzem metaloenzimas de cobre e ferro que estão envolvidas na transformação química de compostos aromáticos encontrados nas paredes celulares das plantas.
Outros usos foram relatados na Austrália. Os povos aborígines o usaram para curar feridas na boca, úlceras e dentição de bebês.